# Deltoptila pexata
Deltoptila pexata är en biart som beskrevs av Laberge och Michener 1963. Deltoptila pexata ingår i släktet Deltoptila och familjen långtungebin. Inga underarter finns listade i Catalogue of Life.